# Frank Amyot
Francis "Frank" Amyot, född 14 september 1904 i Thornhill i Ontario, död 21 november 1962 i Ottawa, var en kanadensisk kanotist.
Amyot blev olympisk guldmedaljör i C-1 1000 meter vid sommarspelen 1936 i Berlin.